# گوسیتس
گوسیتس (به آلمانی: Gössitz) یک شهر در آلمان است که در Ranis-Ziegenrück واقع شده‌است. گوسیتس ۳۴۹ نفر جمعیت دارد.